# ريتشارد روبرت مادن
ريتشارد روبرت مادن (بالإنجليزية: Richard Robert Madden)‏ هو كاتب ومؤرخ وطبيب أيرلندي، ولد في 22 أغسطس 1798 في دبلن في جمهورية أيرلندا، وتوفي بنفس المكان في 5 فبراير 1886.